# Steinkirchen (Mallersdorf-Pfaffenberg)
Steinkirchen ist ein Ortsteil des Marktes Mallersdorf-Pfaffenberg im niederbayerischen Landkreis Straubing-Bogen.

## Lage
Das Kirchdorf Steinkirchen liegt an der Kleinen Laber zwischen Mallersdorf und Laberweinting.

## Geschichte
Im März 1135 bestätigte Kaiser Lothar III. den Tausch zwischen Abt Eppo und Herzog Heinrich X., wodurch der Herrenhof Stenenchiriche samt der dazugehörenden Mühle, bisher Lehenssitz des Burggrafen Otto von Regensburg, an das benachbarte Kloster Mallersdorf fiel. Steinkirchen blieb bei der geschlossenen Klosterhofmark Mallersdorf bis zur Säkularisation in Bayern 1803. Danach gehörte es zur Gemeinde Mallersdorf, seit 1952 Markt Mallersdorf, seit der Gebietsreform in Bayern 1972 Markt Mallersdorf-Pfaffenberg.

## Sehenswürdigkeiten
- Filialkirche St. Nikolaus. Die spätromanische Anlage stammt aus der Mitte des 13. Jahrhunderts. Der Turm erhielt seine Pilastergliederung im 18. Jahrhundert.